# John McCook
John Thomas McCook (ur. 20 czerwca 1944 w Ventura) – amerykański aktor telewizyjny i filmowy.

## Życiorys
Urodził się w Ventura w stanie Kalifornia. Zainteresował się w aktorstwem w wieku 11 lat, po obejrzeniu musicalu Piotruś Pan. Ukończył California State University Long Beach.
W 1964 wystąpił na nowojorskiej scenie City Center jako Tiger w musicalu West Side Story. Rok później zadebiutował na kinowym ekranie w dreszczowcu My Blood Runs Cold (1965) u boku Troya Donahue, Nicolasa Costera, Jeanette Nolan i Barry'ego Sullivana. Grał na scenie kapitana Hooka w musicalu Piotruś Pan, Billy'ego Bigelow w Carousel, Adama w widowisku Siedem narzeczonych dla siedmiu braci i Pirata Króla w musicalu Piraci z Penzance. Wystąpił w roli zastępcy szeryfa w westernie Josepha L. Mankiewicza Był sobie łajdak (There Was a Crooked Man..., 1970). Od 1976 do 1980 grał Lance'a Prentissa w operze mydlanej CBS Żar młodości (The Young and the Restless). 
16 marca 1983 pojawił się w jednym z odcinków opery mydlanej Dynastia – pt. „Panna Młoda na dole” („The Downstairs Brid”) jako Fred, który obiecał Sammy Jo (Heather Locklear) kontrakt z siecią sklepów z kosmetykami.
Popularność przyniosła mu rola Erica Forrestera, głowy rodziny projektantów mody w serialu Moda na sukces. Wciela się w nią od roku 1987.

## Życie prywatne
8 sierpnia 1965 poślubił Marilynn Ann McPherson, z którą się rozwiódł w roku 1971. 9 września 1972 ożenił się z Juliet Prowse. Mają syna Setha (ur. 2 sierpnia 1972), który pojawił się w komedii Superhero. Jednak 5 września 1979 doszło do rozwodu. 16 lutego 1980 poślubił Laurette Spang. Mają trójkę dzieci: syna Jake'a Thomasa (ur. 28 października 1981) oraz dwie córki - Rebeccę Jeanne (ur. 1983) i Molly Jane (ur. 30 lipca 1990), która występowała jako przyjaciółka Hope w Modzie na sukces.

## Wybrana filmografia

### Filmy
- 1967: Pierwszy do walki (First to Fight) jako Ford
- 1970: Był sobie łajdak (There Was a Crooked Man...) jako zastępca szeryfa
- 1971: The Blue Sextet jako Bud
- 1985: Powrót do przyszłości jako chirurg
- 1985: Beverly Hills Cowgirl Blues (TV) jako dr Kenner
- 2007: Niezwyciężony Iron Man (The Invincible Iron Man) jako Howard Stark (głos)

### Seriale
- 1976-1980: Żar młodości (The Young and the Restless) jako Lance Prentiss
- 1980: Statek miłości jako Mark Bridges
- 1983: Magnum jako Roland Martine, książę Turbii
- 1983: Dynastia jako Fred
- 1984: Posterunek przy Hill Street jako gospodarz teleturnieju
- 1984: Magnum jako Nolan Atherton / F. Scott Fitzgerald
- 1986: Niesamowite historie jako M.C.
- 1986: Napisała: Morderstwo jako Harrison Fraser III
- 1986: Detektyw Remington Steele jako Norman Austin
- 1986: Autostrada do nieba jako Todd Jeffries
- 1986: Prawnicy z Miasta Aniołów jako Barry Graham
- 1987: Na wariackich papierach jako Robert
- 1987: Niesamowite historie jako Jerry Lane
- 1987-: Moda na sukces jako Eric Forrester
- 1993, 2005, 2008, 2013, 2017: Żar młodości (The Young and the Restless) jako Eric Forrester
- 1998: Brygada Acapulco jako Lyle Decker
- 2005: Bogaci bankruci (Arrested Development) jako narrator (głos)